# Transréalisme poétique
 (octobre 2023).
Si vous disposez d'ouvrages ou d'articles de référence ou si vous connaissez des sites web de qualité traitant du thème abordé ici, merci de compléter l'article en donnant les références utiles à sa vérifiabilité et en les liant à la section « Notes et références ».
 (juillet 2025).
Améliorez-le ou discutez des points à vérifier. 
Un autre élément de ce caractère transitoire est l'uchronie à partir d'un point dans le passé dans lequel un certain événement est arrivé, de manière différente a comme il l'a fait[Quoi ?], en réalité (cela qui a pu être et n'a pas été), dans la temporalité matérielle, mais qu'il est toutefois possible d'exprimer comme élément placé dans l'espace immatériel, en prenant comme soutien les théories Einstein et de Planck, en ce qui concerne la conjonction espace-temps. 
En ce qui concerne autant que quantum, Badilla Castillo, formule que le transréalisme poétique, considère que le monde concret de l'expérience apparente se dissout entre le mélange transformations et conversions subatomiques[Quoi ?] auxquelles fait face la matière de façon permanente. Le chaos se trouve dans l'essence de la matière ; c'est l'élément substantiel et fortuit des transformations du cosmos devant notre perception singulière et précaire de tous les jours. 
La plus grande certitude comme êtres créatifs et poétiques, en accord avec le transréalisme, est que l'univers impose ses changements supérieurs dans la capacité perceptive et imaginaire du cerveau, que celui-ci assume comme une réalité, subjective et pleine de symbolismes et délires. Une autre des matrices caractéristiques, de la transrealité badillianne, est le joint de la réalité avec le mythe, de manière qu'il n'existe pas de différence entre certitude et ambiguïté. Pour lui, l ‘évidence est une acte de chamanisme qui est déterminé par les circonstances et la modification de l'équilibre temps/ espace[Quoi ?].